# New Britain (Connecticut)
Cet article possède un paronyme, voir Britain.
New Britain est une ville située dans le comté de Hartford, dans l'État du Connecticut aux États-Unis. Selon le recensement de 2010, New Britain avait une population totale de 73 206 habitants.

## Géographie
New Britain est située dans une zone de plaine rythmée de petites collines, à 14 km au sud-ouest d'Hartford, capitale du Connecticut.
Selon le Bureau du recensement, la superficie de la ville est de 13,47 milles carrés (34,89 km2), dont 13,39 milles carrés (34,68 km2) de terres et 0,07 milles carrés (0,18 km2) de plans d'eau (soit 0,52 %).

## Histoire
New Britain est fondée en 1687 et devient une ville en 1871. Dans la première moitié du XXe siècle, la ville est surnommée « Hardware Capital of the World » ou « Hardware City » en raison de la présence de nombreuses usines de fabrication d'outils et d'autres objets en fer forgé.
La ville doit son nom à la Grande-Bretagne, en anglais : Great Britain.

## Politique et administration
La ville est dirigée par un maire et un conseil de quinze membres élus par la population. Depuis 2013, la maire est Erin Stewart, du Parti républicain.

## Démographie
D'après le recensement de 2000, il y avait 71 538 habitants, 28 558 ménages, et 16 934 familles dans la ville. La densité de population était de 2 070,5 hab/km2. Il y avait 31 164 maisons avec une densité de 902,0 maisons/km2. La composition ethnique de la population était de : 69,38 % blancs ; 10,89 % noirs ; 0,37 % amérindiens ; 2,36 % asiatiques ; 0,06 % natifs des îles du Pacifique ; 13,12 % des autres races ; 3,81 % de deux ou plus races. 26,75 % de la population était hispanique ou Latino de n'importe quelle race.
Il y avait 28 558 ménages, dont 28,3 % avaient des enfants de moins de 18 ans, 36,6 % étaient des couples mariés, 17,7 % avaient une femme qui était parent isolé, et 40,7 % étaient des ménages non-familiaux. 33,1 % des ménages étaient constitués de personnes seules et 12,7 % de personnes seules de 65 ans ou plus. Le ménage moyen comportait 2,40 personnes et la famille moyenne avait 3,08 personnes.
Dans la ville la pyramide des âges était 24,2 % en dessous de 18 ans, 12,5 % de 18 à 24, 28,9 % de 25 à 44, 18,6 % de 45 à 64, et 15,8 % qui avaient 65 ans ou plus. L'âge médian était 34 ans. Pour 100 femmes, il y avait 91,9 hommes. Pour 100 femmes de 18 ans ou plus, il y avait 88,6 hommes.
Le revenu médian par ménage de la ville était 34 185 dollars US, et le revenu médian par famille était 41 056 $. Les hommes avaient un revenu médian de 34 848 $ contre 26 873 $ pour les femmes. Le revenu par habitant de la ville était de 18 404 $. 16,4 % des habitants et 13,3 % des familles vivaient sous le seuil de pauvreté. 24,9 % des personnes de moins de 18 ans et 8,9 % des personnes de plus de 65 ans vivaient sous le seuil de pauvreté.
| 1880   | 1890   | 1900   | 1910   | 1920   | 1930   |
| ------ | ------ | ------ | ------ | ------ | ------ |
| 11 800 | 16 519 | 25 998 | 43 916 | 59 316 | 68 128 |

| 1940   | 1950   | 1960   | 1970   | 1980   | 1990   |
| ------ | ------ | ------ | ------ | ------ | ------ |
| 68 685 | 73 726 | 82 201 | 83 441 | 73 840 | 75 491 |

| 2000   | 2010   | - | - | - | - |
| ------ | ------ | - | - | - | - |
| 71 538 | 73 206 | - | - | - | - |